# Історія Греції
Ця стаття подає стислий огляд історії Греції від доісторичного періоду. Подіям нової та новітньої добі присвячена стаття Історія сучасної Греції
Історія Греції традиційно охоплює вивчення грецького народу, областей, якими історично керували греки, і територій, які входять до складу сучасної Грецької республіки. Греція — країна зі славетним історичним минулим, вважається колискою сучасної європейської, так званої, західної цивілізації.
Перші протогрецькі племени прибули у материкову Грецію в період з кінця третього до першої половини другого тисячоліття до н. е., коли попередні догрецькі племена розвивали сільське господарство вже з 7-го тисячоліття до н. е.
На піку свого розвитку поширення грецької цивілізації сягнуло від Еллади до Єгипту та навіть до гір Гіндукуш, що у сучасному Пакистані. Відтоді грецькі меншини компактно проживають на колишніх грецьких територіях. Це, наприклад, Туреччина, Італія, Лівія, Левант і т. д. Грецькі емігранти асимілювалися у різних громадах у всьому світі. Втім сьогодні більшість етнічних греків світу мешкають на території сучасної Грецької республіки, незалежної з 1821 року, та на Кіпрі.
Бертран Рассел в «Історії західної філософії» відзначає:
«У всій історії немає нічого більш дивного й нічого складнішого для пояснення, ніж раптове виникнення цивілізації в Греції»

## Доісторична Греція
Про заселеність Греції у доісторичну добу свідчать археологічні розкопки, в ході яких були відкриті палеолітичні стоянки людини на території від Егейської Македонії до Еліди, датовані середнім палеолітом — близько 100-40 тисяч років тому. Залишки архантропів віком близько 360 тисяч років знайдені у Петралонській печері на півострові Халкідіки. Відомі також рештки неандертальців, які жили 40 тисяч років тому на території Пелопоннесу. Цікавим в історії Греції є розрив у знахідках решток людини, який припадає на верхній палеоліт і мезоліт.
Неоліт Греції має анатолійське походження і представлений культурами Сескло, Неа-Нікомедія та Діміні (південний варіант Вінча), для яких були характерними укріплені поселення на пагорбах, поява мегарону, так звана, чорна та синя кераміка поряд із поліхромною керамікою з малюнками у два кольори, звичайно чорним та червоним. Однією з найдавніших неолітичних стоянок у Греції вважається печера Франхті (грец. Σπήλαιο Φράγχθι), датована 7 тисячоліттям до н. е., що свідчить про наявність у її мешканців розвиненого мореплавства.
У 5-4 тисячоліттях вироблялися локальні варіанти неолітичної культури материкової Греції, островів Егейського моря і особливо Криту. На материку і островах відзначені пересування племен. У цей період населення Греції мало постійні зв'язки із північною частиною Балканського півострова, узбережжям Малої Азії та Сирією.

## Стародавня Греція

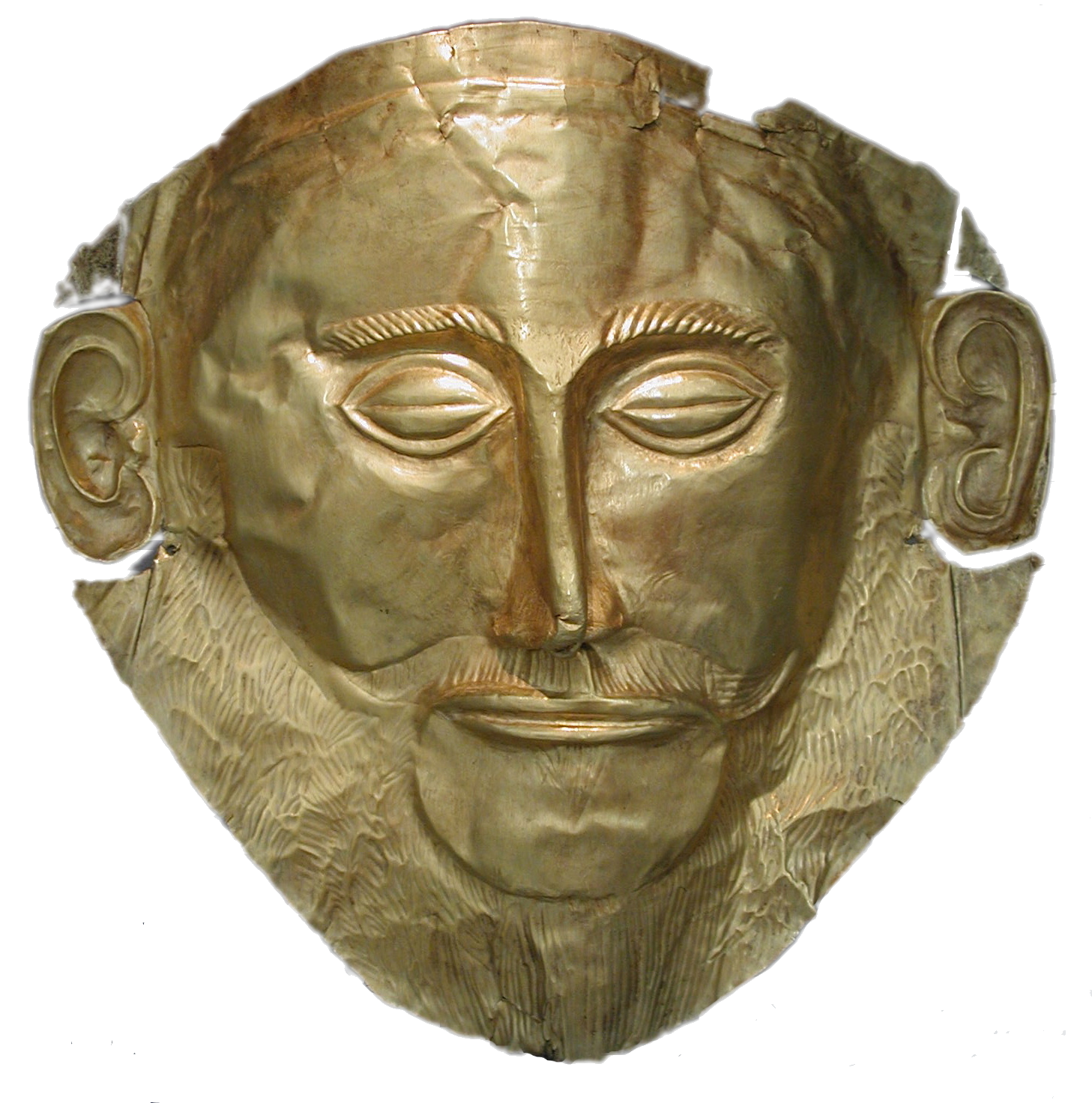
Мікенська маска Агамемнона (2000 р. до н. е.), Національний археологічний музей, Афіни

### Егейська культура
До 2000 р. до н. е. зароджується найдавніша з відомих в Егейському світі культура — крито-мікенська. Пам'ятки її виявлені на острові Крит, також на місці міста-держави Мікени на півострові Пелопоннес і на островах Егейського моря. Від цієї високорозвиненої культури залишилися пам'ятки архітектури, фресковий живопис та писемність. Творці її — давній індоєвропейський народ Східного Середземномор'я — пеласги, пізніше частково витіснені протогрецькими племенами, з яких найсильнішими були ахейці та іонійці, що до середини 2 тисячоліття заселили весь південь Балканського півострова, острова Егейського моря та узбережжя Малої Азії.
На місці досить невеликих поселень з'явилися укріплені палаци, через що цю культуру називають також «культурою палаців», адже палаци відігравали як суспільну, так і релігійну роль, були одночасно центрами торгівлі (Мікени, Тиринф, Афіни). Вершиною суспільної піраміди став король, звичайно з великим візиром, незліченною військовою знаттю і чиновниками (у Пілосі були виявлені королівські архіви), нижче стояли вільні люди — ремісники і селяни, що вважалися народом (демосом), на нижній сходинці суспільства знаходились раби.
У 12 століття до н. е. з півночі прийшли дорійці, що зайняли середню і південну Грецію. Дорійська навала, зруйнувавши культурні центри, привела до занепаду культури в Давній Греції на тривалий час. Греки стали забувати свою стародавню лінійну писемність, створену ще в крито-мікенський період, зникає високорозвинене ремесло, припиняється торгівля, звужується географічний кругозір. Подальша епоха, що охоплює 11—8 століття до н. е., умовно називається «гомерівським періодом», оскільки її події описуються в епічних поемах «Іліада» та «Одіссея», автором яких прийнято вважати Гомера.

### Класичний період

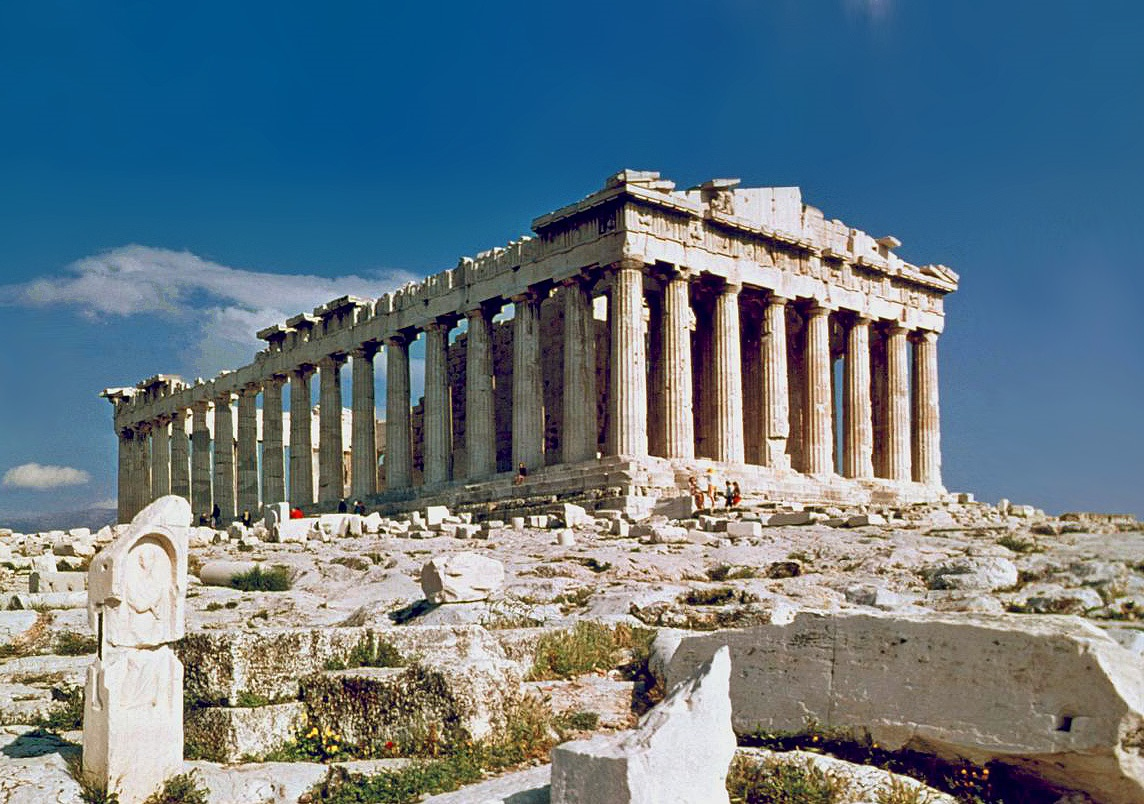
Парфенон — найславетніша пам'ятка доби Класичної Греції

6—5 століття до н. е. стали періодом бурхливого економічного та культурного розвитку Стародавньої Греції. Будівництво храмів та інших суспільних будівель, будівництво кораблів, розвиток гончарного і керамічного виробництва стимулювали зростання торгівлі й обміну між общинами. Військові укріплення перетворилися на торгово-ремісничі центри, общини об'єднувалися, виникли нові державні утворення — міста-держави, або поліси.
Між полісами точилась безперервна боротьба за політичну і економічну перевагу, укладалися і розпадалися політичні союзи. Відомий союз міст Беотії на чолі із Фівамі у 4 столітті до н. е. У боротьбі із величезною Перською державою у 5 столітті до н. е., крихітна Греція вийшла переможницею. Політичним центром області Аттика стали Афіни, що довгий час ворогували зі Спартою, розташованою у південній частині Пелопоннеса.
Завдяки розвитку мореплавства багаті міста-держави засновували колонії на берегах Чорного і Середземного моря. Численні колонії стали центрами поширення давньогрецької цивілізації на місцеві народи, і в цю епоху склалися загальногрецька єдність, загальногрецька мова — койне, що поступово витіснила місцеві діалекти і остаточно сформувалася приблизно у 3 столітті до н. е.
Усвідомивши себе єдиним цілим, народ став називатися еллінами. Ця назва розповсюдилася від Центральної Греції на все грекомовне населення. Греками ж іменувалось одне з еллінських племен, що жило на півночі Греції, так також називали римляни грецьких колоністів Південної Італії. Від римлян слово «греки» перейшло в інші європейські мови. Елліни створили могутню цивілізацію.

### Епоха еллінізму
Докладніше у статті: Стародавня Греція, Еллінізм, Філіпп II Македонський, Александр Македонський

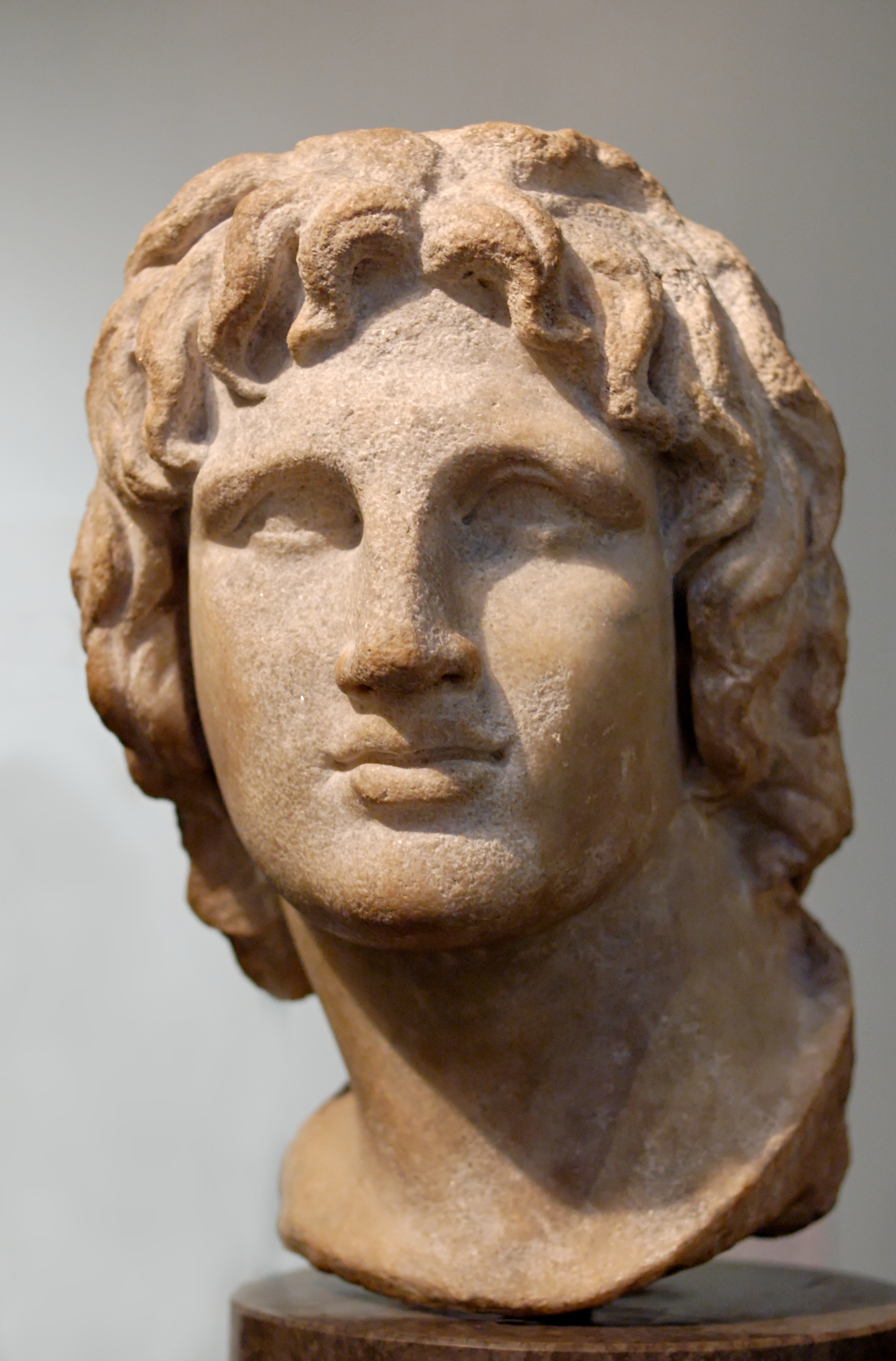
Александр Македонський

В середині 4 століття до н. е. владу над грецькими містами, що знемагали від нескінченних міжосібних воєн, захопила македонська династія. Царю Філіппу II Македонському вдалося за допомогою воєначальників створити сильне військо, що складалося із важкоозброєної кінноти, щитоносців — воїнів, які стрімко наближалися до ворога на конях, а потім, спішившись, перетворювалися у піхотинців, та піхоту, що билася особливим строєм — у фаланзі.
За допомогою сильної армії, а також завдяки хитрості, підкупу і обману Філіпп II за підтримки заможних рабовласників впродовж кількох років підпорядкував грецькі міста-держави і, примусивши їх укласти союз із Македонією, став готуватися до походу проти заслаблої до того часу Перської держави. Однак 336 до н. е. Філіпп був убитий змовниками, і царем Македонії став його двадцятирічний син Александр ІІІ Македонський, учень видатного грецького філософа Арістотеля. Беручи участь в останніх походах батька, Александр вивчив і військове мистецтво.
Навесні 334 до н. е. Александр, закінчивши приготування до війни з Персією, перейшов Геллеспонт (сучасна протока Дарданелли) і на чолі союзної македоно-грецької армії вторгся у володіння перського царя Дарія III. Перське військо перевершувало армію Александра чисельністю у кілька разів, але було погано навчене і в більшості своїй набрано у підкорених персами країнах.
Перший бій стався на берегах річки Граник. У жорстокій сутичці македонські вершники здолали перську кінноту, і Александр рушив далі вздовж західного берега Малої Азії. Більшість грецьких міст, раніше підкорених персами, перейшли на його сторону. Тільки Мілет і Галікарнас, де стояв перський флот, були взяті після жорстокої боротьби. Майже рік Александр воював з Персією. Щоб оволодіти містом Тіром, що стояло на острові, Александру довелося побудувати греблю. Оволодівши містом після семимісячної облоги і знищивши тут основну частину перського флоту, Александр наказав продати у рабство всіх вцілілих жителів, а місто спалити і зруйнувати.
Населення Єгипту, що жорстоко пригноблювалося персами, зустріло Александра як свого визволителя, тут він заснував своє місто — Александрію. 330 до н. е. Александр оголосив себе повелителем Перської держави і, укріпивши панування над Середньою Азією, рушив в Індію.
Александр мріяв ще більше розширити свою державу, але влітку 323 до н.е. раптово захворів і помер. Незабаром після його смерті держава, об'єднана тільки військовою силою, розпалася. Почалися повстання населення підкорених країн Азії, спалахнули розбрати між александровими воєначальниками, які, розбившись на групи, почали воювати між собою, прагнучи оволодіти спадщиною Александра. Повністю це не вдалося нікому, але Птоломей, Селевк I Нікатор і деякі інші захопили великі частини держави і стали їх правителями, утворивши держави, відомі в історії як еллінські. Ці держави проіснували близько 300 років.
Ще в епоху еллінізму з 2 століття до н. е. над Балканським півостровом затвердилася влада Римської імперії, колишні грецькі міста-держави стали римськими провінціями.

## Середньовіччя

### Візантія
Криза рабовласницького суспільства, що почалася ще в римський період, у Візантії стала особливо гострою. Внаслідок зміни економічних відносин, виступів рабів і бідноти всередині імперії і «варварських» нападів поступово склався феодальний лад.
У 4 столітті н. е. Римська імперія розпалася на Західну частину і Східну — Візантію. Християнська релігія стала державною релігією Римської імперії у 4 столітті нашої ери. Розбіжність і ворожнеча східної, або православної, Церкви із західною християнською (католицької) (особливо після розпаду Римської імперії) призвела до формального розділення 1054 р.
Греки займали панівне положення у Східній Римській імперії. Внаслідок цього відбувалися постійні конфлікти зі слов'янськими народами — болгарами, сербами. Ці конфлікти стали одною з причин падіння Східної Римської імперії.

### Османська імперія
|  |
|  |

1453 року Константинополь був завойований османами, що ринули в Європу. Візантійська імперія перестала існувати, її територія увійшла до складу Османської імперії. Константинополь був перейменований османами на Стамбул і став столицею імперії. До кінця 15 століття майже всі грецькі області, що ще продовжували опір, були підкорені.
За османського володарювання розпадалися зв'язки між областями, населеними греками, які масово емігрували, утворилися грецькі колонії в інших країнах, в тому числі і на території сучасної Росії. Як інші завойовані народи, греки обкладалися численними податками. Один з них — «данина кров'ю» — військова повинність, примусовий набір хлопчиків для поповнення привілейованого військового формування яничар: дітей, відірваних від сім'ї, виховували у мусульманській вірі, відданості халіфу, яким на той час був османський султан.
Греки займали панівне положення у православному міллеті. В їхніх руках була церковна, культурна та економічна влада над православним населенням Османської імперії. Греки займали найвищі церковні посади, були торговцями і дипломатами. До середини 19 століття грецька мова залишалася мовою дипломатії і міжнародного спілкування в усій Османській імперії.

## Новий час

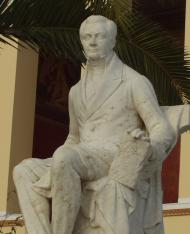
Іоанніс Каподістрія — перший Президент Грецької республіки

У 17—18 століттях в економічному житті Греції, особливо у приморських містах, намітився економічний підйом. З 18 століття почався розвиток капіталізму, посилився культурно-просвітницький рух.
Наприкінці 18 — початку 19 століття османський намісник Албанії Алі-паша домігся підпорядкування собі Македонії та частини Греції й здобув титул командувача османських військ Румелії — тобто усіх європейських володінь імперії. Жорстокий та жадібний володар, він водночас дбав про розвиток торгівлі, ремесел і мистецтв, розбудував і прикрасив свою столицю — місто Яніну. Алі-паша вважав себе меценатом та прихильником грецької культури, навіть укази видавав грецькою мовою, а в розмовах з європейськими дипломатами розповідав про плани перетворення свого намісництва на самостійну грецьку державу.
До здобуття незалежності прагнули чимало й самих греків. Але Алі-пашу вони не підтримували і сподівалися радше на допомогу християнських держав. Найрішучіші створювали таємні спілки — схожі на масонські ложі та венти карбонаріїв. Так, в 1814 року в Одесі виникла таємна спілка «Філікі Етерія» (грец. Φιλική Εταιρεία — Спілка друзів), в яке увійшли греки, що у більшості своїй перебували на російській військовій і державній службі.
Не довіряв Алі-паші й султан. Як тільки в Стамбулі вирішили, що можуть приборкати занадто самостійного намісника, проти нього кинули усі наявні війська. Яніна опинилася в облозі. Скориставшись тим, що головні сили турків були спрямовані проти Алі-паші, грецькі революціонери
вирішили перехопити інціативу. На початку березня 1821 р. загін добровольців під керівництвом генерала російської армії Олександра Іпсіланті перейшов османський кордон на Дунаї. Похід закінчився невдачею, але послужив поштовхом для початку національно-визвольної грецької революції. На Пелопоннесі повстанці зайняли місто Каламата і створили перший грецький урядовий орган — Пелопоннесський сенат. Скликані повстанцями Національні збори проголосили самостійність країни. День початку Пелопонесського повстання — 25 березня святкується зараз в Греції як День незалежності.
Алі-паша невдовзі капітулював і був страчений, проте османська армія згаяла час, і її перший напад на Грецію був відбитий. Переможці, щоправда, швидко розсварилися між собою, дійшло до збройних сутичок. Спочатку військові ватажки з'ясовували стосунки з великими землевласниками, а потім — землевласники із заможними торгівцями.
Священний союз засудив грецьке повстання. Але допомагати придушувати його не став. Вояками султану допоміг лише османський намісник Єгипту Мухаммед Алі — в обмін на обіцянку віддати під його владу Сирію та острів Крит. Єгипетське військо не знало жалю і знищувало все на своєму шляху. Греція була спустошена, десятки тисяч повстанців і тих, хто їх підтримував, обернули на рабів.
Звірства єгипетських вояків у Греції викликали все більше обурення європейців. На допомогу повстанцям вирушали добровольці, для них збирали гроші і надсилали зброю. Байрон прибув з власним загоном і загинув на грецькій землі. Коли ж греки обрали президентом своєї держави колишнього міністра закордонних справ Росії Іоанна Каподистрію, до тиску на Стамбул долучилися й європейські монархи. Наприкінці 1827 року об'єднана морська ескадра Британії, Франції і Росії знищила турецько-єгипетський флот в Наваринській бухті. Султан оголосив Росії війну, але зазнав поразки і за Адріанопольським договором змушений був погодитися на автономію Греції.
Грецькі повстанці, однак, і після цього продовжували боротьбу. Зрештою, 3 лютого 1830 р. за рішенням Лондонської конференції — Росія, Англія і Франція — Греція стала незалежною державою. До нової держави увійшли Пелопонес, Аттика і деякі сусідні з ними області. Більшість островів Егейського моря залишилися під
османською владою.
Перший грецький президент Іоанніс Каподістрія був убитий 1831 року. Тоді у внутрішні справи Греції втрутилися «великі держави», заявивши, що Греція повинна бути монархічною державою. 1833 року на грецький престол зійшов король Оттон Баварський із німецької династії Віттельсбахів. 1834 року столицею країни були оголошені Афіни.
В 1862 р. король Оттон був зміщений мирним шляхом, і греки вибрали своїм королем данського принца Георга I із династії Глюксбургів.

## 20 століття

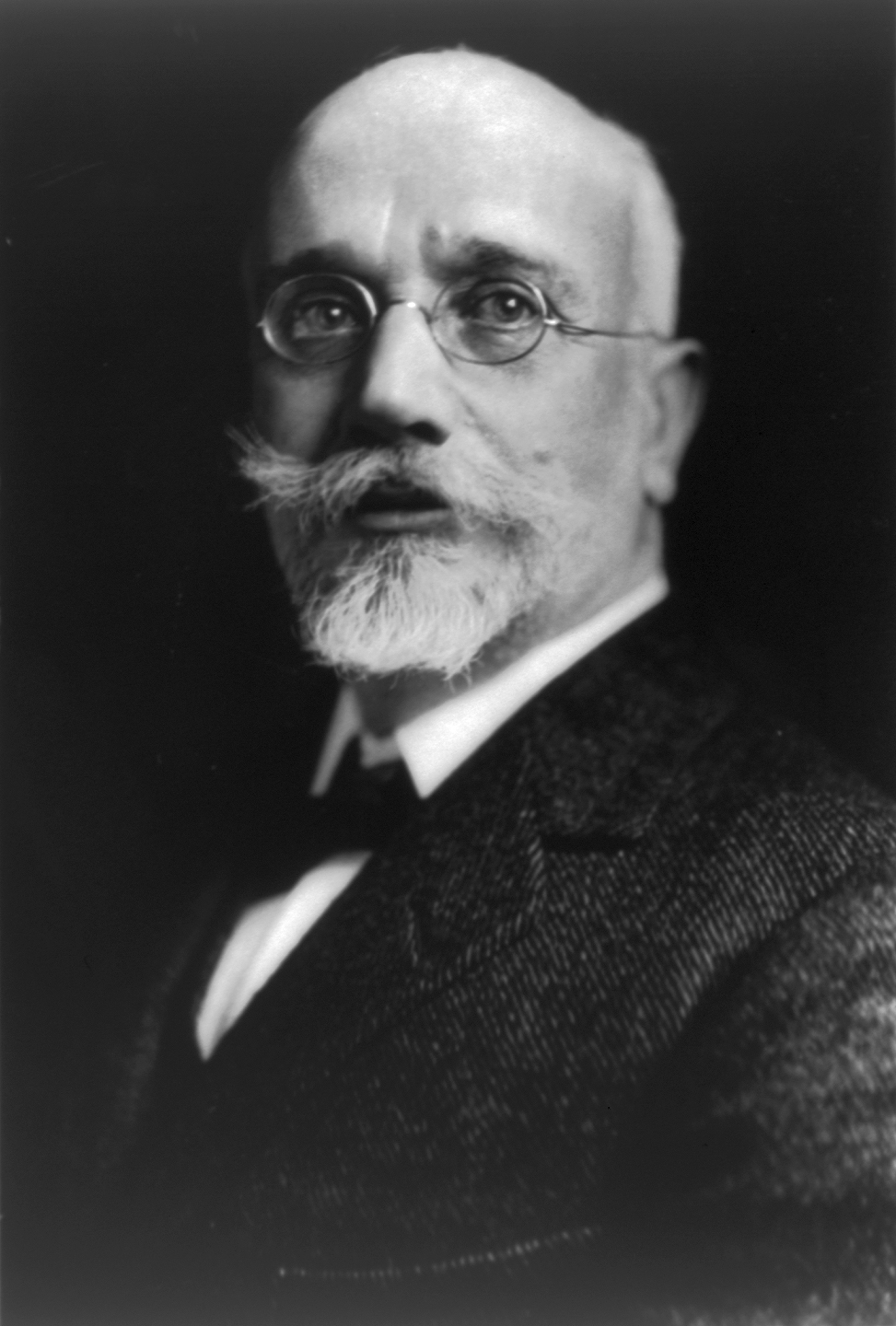
Елефтеріос Венізелос — найвидатніший грецький політик 20 століття

У Першій світовій війні грецький уряд вступив в союз з Францією і Великою Британією. Король Костянтин І, син короля Георга І, одружений з сестрою німецького кайзера Софією, на знак протесту покинув країну.
Після війни прем'єр-міністр Елефтеріос Венізелос, пригадавши про велику ідею возз'єднання греків і недооцінивши військову потужність нової Туреччини, що процвітала під керівництвом Мустафи Кемаля Ататюрка, послав війська у Смірну (нині турецький порт Ізмір), де проживало багато греків. Армія була розбита, і багато жителів Смірни знищено. Це привело до насильного обміну населенням в 1923 році. Різке збільшення населення погіршило і без того плачевний стан грецької економіки.
1930 року король Георг II, син Костянтина І, відновлений на королівському престолі, призначив диктатора генерала Іоанніса Метаксаса прем'єр-міністром. Останній прославився своєю відмовою Муссоліні пропустити італійські війська через територію Греції 28 жовтня 1940 року. Нині цей день щорічно відзначається як загальнонаціональне свято — День Охі. Незважаючи на допомогу союзників, Греція капітулювала перед Німеччиною 1941 року. Виниклий Рух опору згодом розпався на роялістську і комуністичну фракції. Жорстока громадянська війна, що продовжувалася до 1949 р., створила в країні хаос.
Тривала політична нестабільність призвела до змови військових 1967 року. Король Костянтин ІІ не зміг подавити змову і втік з країни. У листопаді 1974 р. 69 відсотків населення Греції проголосувало проти відновлення монархії, і країна стала республікою. Вибори привели до влади праву партію Нова демократія.
1981 року Греція вступила в Європейське Співтовариство. На наступних виборах переміг соціалістичний рух на чолі із Андреасом Папандреу, і Греція отримала перший соціалістичний уряд, що пообіцяв прибрати з території країни військові бази США і вийти з НАТО, до якого Греція приєдналася ще 1951 року. За шість років правління ці обіцянки виконані не були: відсоток безробітних залишався високим, а реформи в області освіти і соціального забезпечення — нікчемними.
1994 р. Греція наклала торгове ембарго на новоутворену Республіку Македонія і, пред'явивши претензії Македонії за використання в її назві самоназви історичної грецької області, стала заперечувати факт існування слов'янської македонської меншини і в самій Греції. Наразі, так зване, Македонське питання залишається неврегульованим.

## Сучасність
У грудні 2008 року в Афінах спалахнули масові заворушення, які швидко охопили всю Грецію та сколихнули всю Європу. Причиною заворушень було давно наростаюче невдоволення економічним становищем, яке значно ускладнювалось у зв'язку із Всесвітньою економічною кризою 2008 року. Приводом до розгортання масових акцій протесту, що нерідко переростали у погроми та безлад, стало вбивство 6 грудня 16-річного підлітка патрульним афінської поліції.
Влітку 2009 року територією Греції вирували лісові пожежі, які охопили область Аттика та острів Евбея. Під загрозою опинились міста Афіни, Марафон та Фіви. Зрештою було пошкоджено близько 150 житлових будинків, знищено 21 тис. га лісів та сільськогосподарських угідь.
Важким випробування для уряду Йоргоса Папандреу стала боргова криза 2010 року. Задля порятунку економіки та в обмін на фінансову допомогу ЄС та МВФ уряд прийняв програму жорсткої економії, що викликало хвилю страйків та масових акцій протесту. В результаті зіткнень з поліцією постраждали десятки мітингуючих, останні ж закидували поліцейських пляшками із запальною сумішшю та камінням. 5 травня 2010 року протест переріс у масові заворушення, в багатьох грецьких містах протестуючі вдались до вандалізму, в Афінах внаслідок підпалу загинули 3 особи.